# 撒把芥末
撒把芥末开始于1998年，发起人为颜峻。初期亦称铁托工作室，以出版和策划地下摇滚音乐为主，也兼顾独立电影和独立文学。2004年转向实验音乐、声音和即兴音乐，并坚持独立文学的出版。迄今已经策划组织了超过300场音乐活动。观音唱片是撒把芥末的子厂牌，创立于2004年，终止于2014年。“计声委”是撒把芥末众多项目中的一个。2010年，撒把芥末在北京的尤伦斯当代艺术中心组织了每月一次的现场演出。2011年，撒把芥末减少了和其他机构的合作，开始策划密集音乐会、密集音乐节、客厅巡演，并出版密集系列出版物。